# The Royal Diaries
The Royal Diaries est une série de 20 romans historiques pour enfants, publiés par la maison d'édition américaine Scholastic, de 1999 à 2005. Chaque livre relate la vie d'enfant d'une personnalité historique féminine issue de la royauté. C'est un dérivé d'une autre série populaire, Dear America (en), dont les protagonistes sont tous issus de l'histoire des États-Unis, tandis que les femmes des Royal Diaries sont d'origines internationales diverses.
L'âge cible des lecteurs est de neuf à douze ans.

## Sujets desRoyal Diaries
Les femmes dont les histoires sont racontées incluent Jahanara, Marie-Antoinette d'Autriche, Aliénor d'Aquitaine, Élisabeth Ire d'Angleterre, Marie Ire d'Écosse, Isabelle Ire de Castille, Cléopâtre VII, Anastasia Nikolaïevna de Russie, Catherine II de Russie, Élisabeth d'Autriche dite Sissi et Victoria du Royaume-Uni. La série comporte aussi les histoires de femmes moins connues, telles Anacaona des Taïnos, Weetamoo des Pocassets, la Dame de Ch'iao Kuo des Xian, la Dame de Palenque de la civilisation maya et Nzingha des Ndongo.

## Livres
- Elizabeth I: Red Rose of the House of Tudor, England, 1544 par Kathryn Lasky (1999)
- Cleopatra VII: Daughter of the Nile, Egypt, 57 B.C. par Kristiana Gregory (1999)
- Isabel: Jewel of Castilla, Spain, 1466 par Carolyn Meyer (2000)
- Marie Antoinette: Princess of Versailles, Austria-France 1769 par Kathryn Lasky (2000, réédité en 2013[1])
- Anastasia: The Last Grand Duchess, Russia, 1914 par Carolyn Meyer (2000, réédité en 2013)
- Nzingha: Warrior Queen of Matamba, Angola, Africa, 1595 par Patricia McKissack (2000)
- Kaiulani: The People's Princess, Hawaii, 1889 par Ellen Emerson White (2001)
- Lady of Ch'iao Kuo (en): Warrior of the South, Southern China, 531 A.D. par Laurence Yep (2001)
- Victoria: May Blossom of Britannia, England, 1829 par Anna Kirwan (2001)
- Mary, Queen of Scots: Queen Without a Country, France, 1553 par Kathryn Lasky (2002)
- Sŏndŏk: Princess of the Moon and Stars, Korea, 595 A.D. par Sheri Holman (2002)
- Jahanara: Princess of Princesses, India, 1627 par Kathryn Lasky (2002)
- Eleanor: Crown Jewel of Aquitaine, France, 1136 par Kristiana Gregory (2002)
- Kristina: The Girl King, Sweden, 1638 par Carolyn Meyer (2003)
- Elisabeth: The Princess Bride, Austria-Hungary, 1853 par Barry Denenberg (2003)
- Weetamoo: Heart of the Pocassets, Massachusetts-Rhode Island, 1653 par Patricia Clark Smith (2003)
- Lady of Palenque: Flower of Bacal, Mesoamerica, A.D. 749 par Anna Kirwan (2004)
- Kazunomiya: Prisoner of Heaven, Japan, 1858 par Kathryn Lasky (2004)
- Anacaona: Golden Flower, Haiti, 1490 par Edwidge Danticat (2005)
- Catherine: The Great Journey, Russia, 1743 par Kristiana Gregory (2005)